# Acto Institucional Número Doce
El Acto Institucional Número Doce, o AI-12, fue decretado el 1 de septiembre de 1969 por la Junta militar brasileña, que había asumido el poder tras el repentino infarto cerebral del presidente Costa e Silva. La Junta militar estaba compuesta por los ministros de la Marina, Augusto Rademaker, del Ejército de Tierra, Aurélio de Lira Tavares y del Aire, Márcio Melo.

## Contexto histórico

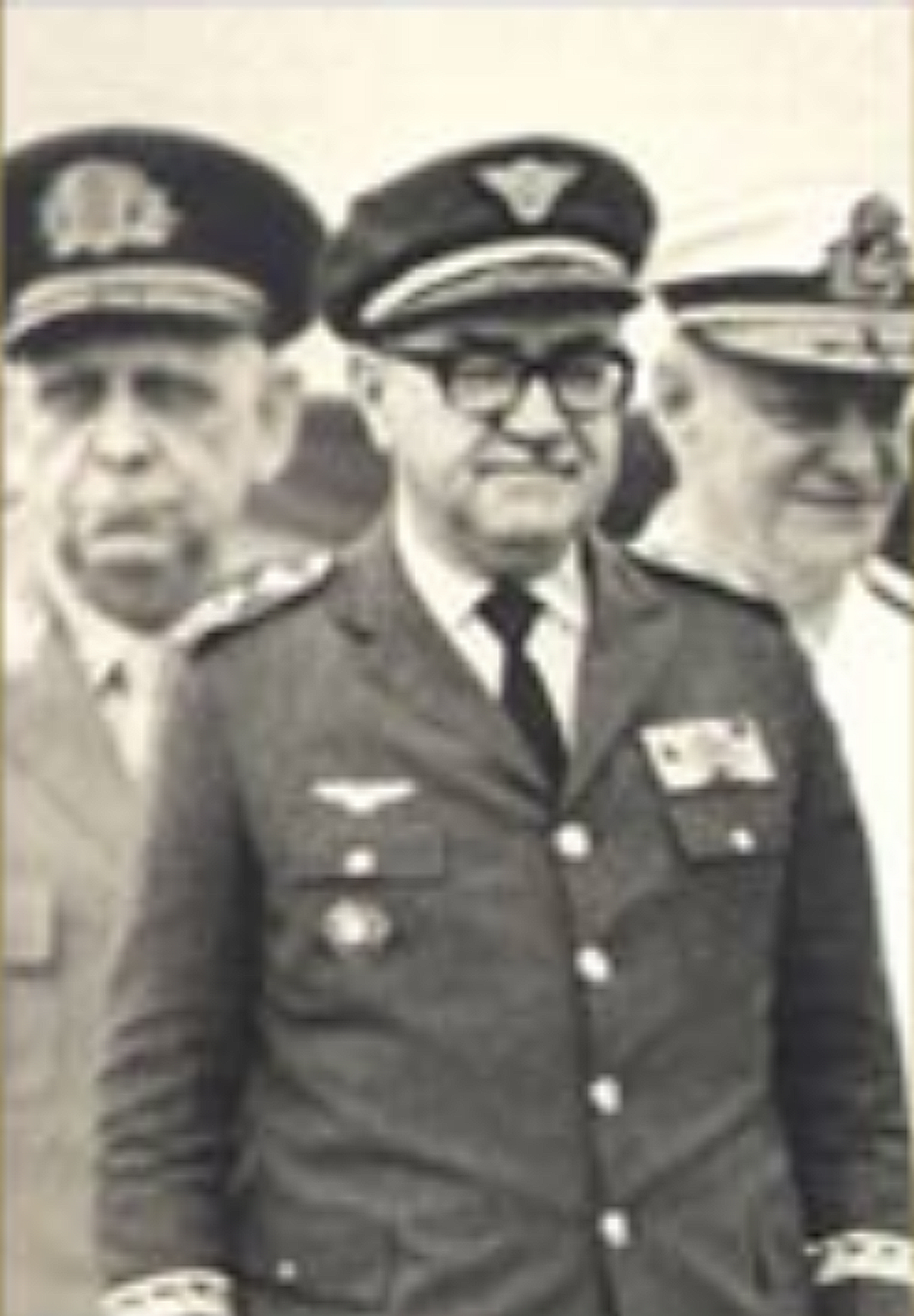
Junta militar brasileña de 1969, compuesta por los generales Aurélio Lira, Márcio Melo y Augusto Rademaker.

En 1968, en plena dictadura militar, se produjo una significativa crisis política en Brasil, especialmente desde el movimiento estudiantil. En diciembre de ese año fue decretado por el presidente Costa e Silva el Acto Institucional N.º 5, que suspendía las escasas garantías constitucionales y las actividades del Congreso. En pocos meses, entraron en vigor siete nuevos actos institucionales, que venían a poner de relieve la desorganización legislativa del gobierno de la nación, que avanzaba a base de Actos Institucionales.
El electo vicepresidente de la República, Pedro Aleixo, segundo de la lista del mariscal Costa e Silva, por el partido de Alianza Renovadora Nacional, en las elecciones llevadas a cabo el 3 de octubre de 1966, había mostrado sus dudas con respecto al AI-5, llegando incluso a hablar de dar una alternativa a la Constitución de 1967, a fin de restaurar la legalidad. Pero, la enfermedad del presidente de la República impidió que se llevara a cabo. Consumado el alejamiento de Costa e Silva del poder, el 31 de agosto de 1969, aquejado de una trombosis, Aleixo fue puenteado en su derecho constitucional a asumir el cargo de presidente de Brasil, toda vez que los ministros militares del Gobierno publicaron el AI-12, de 1 de septiembre de 1969. En 1970, Aleixo, despechado, se distanció del partido Arena e intentó organizar, sin éxito, el Partido Democrático Republicano.

## Disposiciones legales
Tras varios considerandos, el nuevo Acto Institucional venía a decir: 

CONSIDERANDO que, nesta conformidade, e ouvido o Alto Comando das forças armadas, o exercício da suprema autoridade do Governo e de Comandante supremo das forças armadas, durante o impedimento temporário do Presidente Arthur da Costa e Silva deve caber aos seus Ministros auxiliares, diretamente responsáveis pela execução das medidas destinadas a preservar a segurança nacional, o gozo pacífico dos direitos dos cidadãos e os compromissos internacionais, resolvem editar o seguinte Ato Institucional nº 12:
Ato Institucional Número Doze. Considerando tres.

En esencia, este acto institucional informaba a la Nación brasileña del alejamiento del poder del presidente Costa e Silva debido a la enfermedad que lo afligía, y por lo tanto pasando el control del Gobierno de Brasil a los ministros militares e impidiendo la toma de posesión del vicepresidente Pedro Aleixo. Aleixo hube sido impedido de asumir la presidencia en razón de su intención de restablecer el proceso democrático en el país. Así se afirma en su artículo1: 

Art. 1º - Enquanto durar o impedimento temporário do Presidente da República, Marechal Arthur da Costa e Silva, por motivo de saúde, as suas funções serão exercidas pelos Ministros da Marinha de Guerra, do Exército e da Aeronáutica Militar nos termos dos Atos Institucionais e Complementares, bem como da Constituição de 24 de janeiro de 1967.